# 乌塞廖
乌塞廖（義大利語：Usseglio），是意大利都灵省的一个市镇。总面积98.01平方公里，人口224人，人口密度2.3人/平方公里（2009年）。ISTAT代码为001282。